# Heteronychia limbata
Heteronychia limbata är en tvåvingeart som först beskrevs av Reed 1973.  Heteronychia limbata ingår i släktet Heteronychia och familjen köttflugor.
Artens utbredningsområde är Uganda. Inga underarter finns listade i Catalogue of Life.